# Phlox
Phlox es un género con 120 especies de plantas con flores perteneciente a la familia Polemoniaceae. La mayoría son nativas de las regiones templadas de América del Norte, sin embargo algunas lo son también del noreste de Asia. Se encuentran  en diversos hábitats, desde zonas alpinas hasta bosques y praderas. 

## Características
Plantas anuales o perennes. Algunas de las especies florecen a principios de primavera, mientras que otras lo hacen de verano a otoño. 
La gama floral abarca desde el azul pálido al rojo brillante y blanco. Algunas especies, como Phlox glaberrima alcanzan una altura de  1,5 m, mientras que otras, como Phlox stolonifera, forman bajas esteras de sólo unos pocos centímetros de altura.
El follaje de Phlox es alimento habitual para larvas de algunas de las especies de Lepidopteras como, Gazoryctra wielgusi y Schinias indiana (se alimenta exclusivamente de P. pilosa). Algunas especies son también una popular fuente de alimento para marmotas, conejos y ciervos.  

## Especies seleccionadas

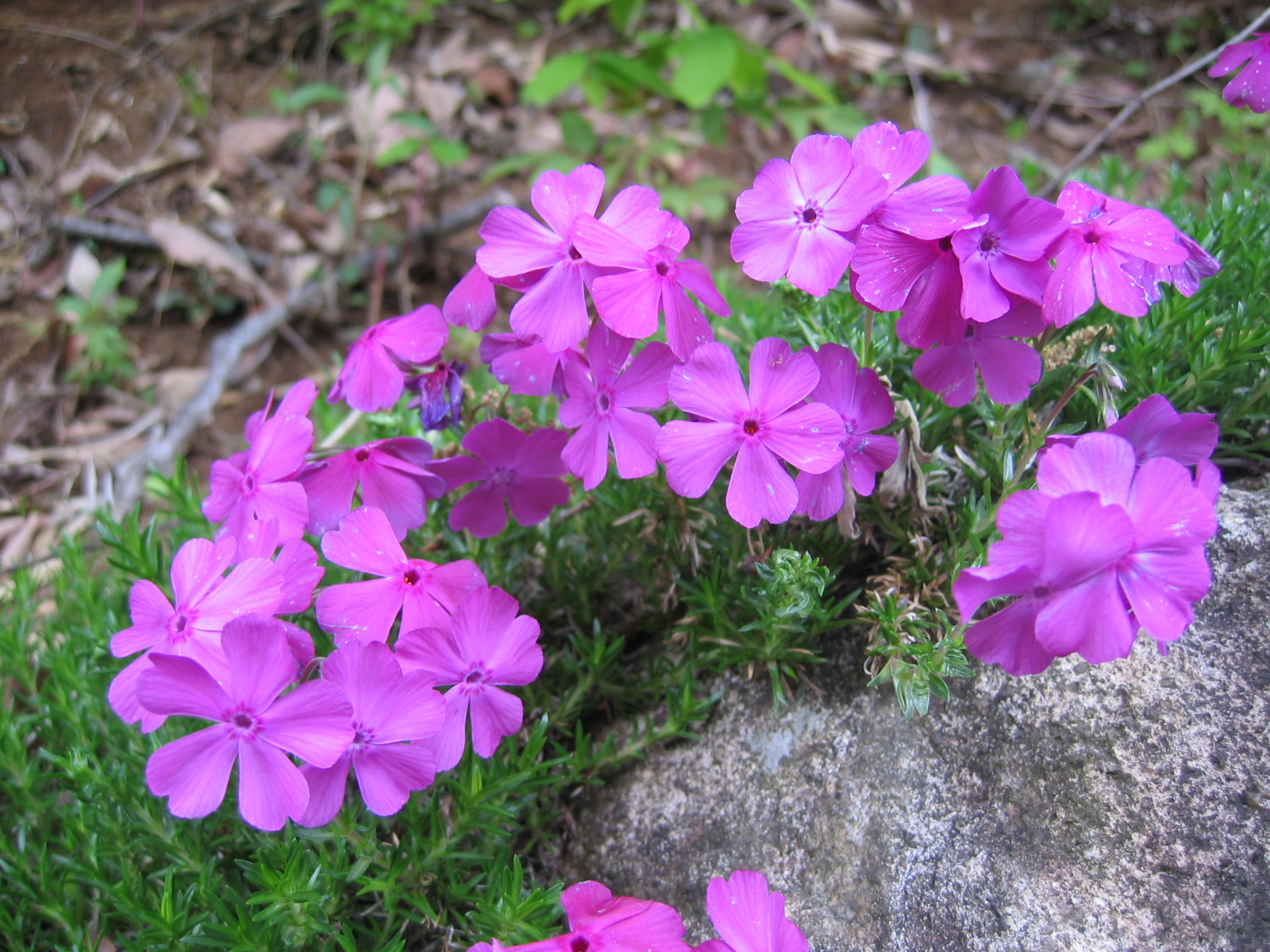
phlox subulata

## Especies seleccionadas[1]
- Phlox adsurgens Torr. ex A.Gray
- Phlox alyssifolia Greene
- Phlox amplifolia Britton
- Phlox andicola E.E.Nelson
- Phlox austromontana Coville
- Phlox bifida Beck
- Phlox borealis
- Phlox bryoides
- Phlox buckleyi
- Phlox caespitosa
- Phlox carolina
- Phlox cuspidata
- Phlox diffusa
- Phlox divaricata
- Phlox douglasii
- Phlox drummondii
- Phlox floridana
- Phlox glaberrima
- Phlox glabriflora
- Phlox hoodii ssp. canescens
- Phlox idahonis
- Phlox kelseyi
- Phlox latifolia
- Phlox longifolia
- Phlox maculata
- Phlox mesoleuca
- Phlox missoulensis
- Phlox mollis
- Phlox multiflora
- Phlox nana
- Phlox nivalis
- Phlox ovata
- Phlox paniculata
- Phlox pilosa
- Phlox pulchra
- Phlox pulvinata
- Phlox roemeriana
- Phlox sibirica
- Phlox speciosa
- Phlox stansburyi
- Phlox stolonifera
- Phlox subulata o Flox musgoso
- Phlox tenuifolia